# FIA 세계 내구 선수권 대회
FIA 세계 내구 선수권 대회(영어: FIA World Endurance Championship, WEC)는 프랑스의 서부 자동차 클럽 (ACO)이 주최하고 국제 자동차 연맹 (FIA)이 인가하는 내구 레이스의 세계 선수권이다.
세계 챔피언 타이틀은 시즌 동안 최고 득점을 기록한 드라이버와 제조업체에게 수여되며, 다른 컵과 트로피는 드라이버와 개인 팀에게 수여된다.

## 같이 보기
- 르망 24시